# Warsaw Nights
Warsaw Nights – album zespołu 2 plus 1, wydany w 1981 roku przez wytwórnię Autobahn.

## Ogólne informacje
Był to drugi anglojęzyczny album 2 plus 1. Muzycznie i tekstowo stanowił kontynuację poprzedniej płyty, Easy Come, Easy Go. Album posiadał dwie wersje okładki: niemiecką i japońską. Został dobrze przyjęty przez publiczność, zawierał m.in. przebój "Blue Lights of Pasadena".
Album nie został wydany na CD w swojej oryginalnej formie. Dostępna jest jedynie kompilacja Easy Come, Easy Go/Warsaw Nights zawierająca wybrane piosenki z obu anglojęzycznych płyt zespołu. Oryginalny album winylowy jest trudno dostępny, również na rynku polskim. Jest obecnie jednym z tzw. "białych kruków" w dyskografii zespołu.

## Lista utworów
Strona A:
1. "Blue Lights of Pasadena" – 3:11
2. "Magic Island" – 3:29
3. "Hula Lula Nights" – 3:06
4. "Malibu" – 4:06
5. "Mama Chita" – 2:49
6. "Warsaw Nights" – 3:17

Strona B:
1. "Joy for the World" – 3:18
2. "Man of Mystery" – 3:46
3. "Long Ways" – 3:06
4. "I'll See You Around" – 5:42
5. "Lady Runaway" – 3:28

## Twórcy
- Elżbieta Dmoch – wokal
- Janusz Kruk – wokal
- Cezary Szlązak – wokal